# Micius (Satellit)
Micius (chinesisch 墨子號 / 墨子号, Pinyin Mòzǐ Hào) ist die gebräuchliche, von dem Philosophen und Optiker Mozi abgeleitete Bezeichnung für den Satelliten für quantenwissenschaftliche Experimente (chinesisch 量子科學實驗衛星 / 量子科学实验卫星, Pinyin Liàngzǐ Kēxué Shíyàn Wèixīng, englisch Quantum Experiments at Space Scale, kurz QUESS) der Chinesischen Akademie der Wissenschaften. Der Bau des Satelliten wurde im Rahmen des Weltraumwissenschaftlichen Prioritätsprogramms vom Nationalen Zentrum für Weltraumwissenschaften koordiniert.
Micius wurde am 15. August 2016 mit einer Trägerrakete vom Typ Langer Marsch 2D vom Kosmodrom Jiuquan gestartet. Die folgenden Experimente wurden von der Chinesischen Universität für Wissenschaft und Technik in Hefei durchgeführt, teilweise zusammen mit der Universität Wien.

## Geschichte
Am 31. März 2010 verabschiedete der Staatsrat der Volksrepublik China ein „Innovation 2020“ genanntes Förderprogramm für Wissenschaft und Technik, bei dem die Chinesische Akademie der Wissenschaften die Koordinierung übernehmen sollte. Eines der von der Akademie für wichtig erachteten Arbeitsgebiete war satellitengestützte Weltraumwissenschaft. Der Staatsrat billigte dies. Am 11. Januar 2011 wurde das damalige Zentrum für Weltraumwissenschaften und angewandte Forschung der Akademie der Wissenschaften über die Zusage der Fördergelder informiert, am 25. Januar 2011 wurde das Weltraumwissenschaftliche Prioritätsprogramm unter der Leitung von Wu Ji, dem damaligen Direktor des Zentrums, gestartet.
Der Quantenphysiker Pan Jianwei, der 1999 bei Anton Zeilinger in Wien promoviert hatte, war 2001 aus Heidelberg nach China zurückgekehrt und hatte in den folgenden Jahren die unter dem Dach der Chinesischen Universität für Wissenschaft und Technik angesiedelte Abteilung für Quantenphysik und Quanteninformatik (量子物理与量子信息研究部) aufgebaut.
Pan Jianwei hatte bereits 2003 vorgeschlagen, die bei Glasfaserkabeln über längere Strecken problematische Quantenkommunikation über Laser und Satelliten, also weitgehend im Vakuum laufen zu lassen.
Nach dem Start des Weltraumwissenschaftlichen Prioritätsprogramms schlug er nun erneut einen Satelliten vor, mit dem Methoden zum Quantenschlüsselaustausch für eine sichere Kommunikation zwischen zwei mindestens 1000 km voneinander entfernten Bodenstationen erprobt und Experimente zur Quantenteleportation von einer Bodenstation zu dem Satelliten durchgeführt werden sollten. 
Bis Ende 2011 hatte man festgelegt, welche Experimente genau mit dem Satelliten durchgeführt werden sollten, Ende 2012 hatte man die für die Instrumente nötigen Schlüsseltechnologien gemeistert. Daraufhin wurden im März 2013 die Anforderungen für den Satellitenbus definiert.
Der Auftrag zum Bau des Satelliten selbst wurde an das Shanghaier Ingenieurbüro für Mikrosatelliten vergeben, die Instrumente wurden vom Shanghaier Institut für technische Physik in Zusammenarbeit mit der Universität für Wissenschaft und Technik gebaut. Für die Empfangseinrichtungen in den vier chinesischen Bodenstationen war das Shanghaier Institut für Optik und Feinmechanik (上海光学精密机械研究所) zuständig, die Gesamtleitung des Projekts hatte das am 7. Juli 2011 in „Nationales Zentrum für Weltraumwissenschaften“ umbenannte Zentrum für Weltraumwissenschaften und angewandte Forschung.
Nachdem Prototypen der Instrumente gebaut, getestet und Ende August 2013 für gut befunden worden waren, begann das Ingenieurbüro für Mikrosatelliten im Oktober 2013 mit der Herstellung eines Prototyps des Satellitengehäuses, der ebenfalls getestet wurde. Nach einem Gesamttest eines Prototyps des rund 200 kg schweren Nutzlastmoduls ab März 2014 wurde schließlich der für den Einsatz bestimmte Satellit gebaut.
Ursprünglich war beabsichtigt, Micius in einer sonnensynchronen Umlaufbahn von 600 km Höhe zu platzieren. Im Laufe der Tests hatte sich jedoch herausgestellt, dass einige der Komponenten in dieser Höhe von den energiereichen Teilchen der kosmischen Strahlung derart beschädigt werden würden, dass ihre Lebensdauer nur eine Woche betragen hätte. Die angestrebte Betriebsdauer des Satelliten war zwei Jahre. Daher entschlossen sich die Wissenschaftler, Micius in einer niedrigeren Umlaufbahn von 500 km auszusetzen, wo der Einfluss der hochenergetischen Teilchen von den oberen Schichten der Thermosphäre um die Hälfte reduziert wurde. Anfang 2016 war der Satellit fertiggestellt.

## Aufbau
Der Satellit besaß eine Startmasse von 635 kg. Lageregelungstriebwerke sorgen dafür, dass einerseits die beiden Laserstrahlen des Satelliten präzise auf die als Empfänger fungierenden Teleskope am Boden ausgerichtet werden können, andererseits auch die Bodenstationen mit ihren Lasern den Satelliten konstant im Visier haben. Zwei Solarzellenflügel mit jeweils drei beim Start an das Gehäuse geklappten Modulen versorgen die Nutzlasten im Zusammenwirken mit Akkumulatoren mit einer elektrischen Leistung von 500 W. Micius besitzt vier Nutzlasten:
- Ein Sagnac-Interferometer, bei dem ein Ultraviolett-Laser mit einer Wellenlänge von 405 nm und einer Leistung von 30 mW auf einen nichtlinearen optischen Kristall aus Kaliumtitanylphosphat gerichtet wird, wobei durch parametrische Fluoreszenz Paare von verschränkten Infrarot-Photonen mit im Vergleich zum ursprünglichen UV-Licht jeweils halber Energie erzeugt werden.[16] Die Wellenlänge des Signallichts von 810 nm liegt im Nahinfrarot-Bereich.[18]
- Einen Quantenschlüsselgenerator, der aus verschränkten Photonen verschiedener Polarisation (horizontal, vertikal, rechtsdiagonal oder linksdiagonal) nach dem BB84-Protokoll (ein entfernt mit dem Morsecode vergleichbares Prinzip) Einmalschlüssel erzeugt.[19] Bei den ersten Versuchen wurden 5,9 Millionen Photonenpaare pro Sekunde gesendet, wovon 90 % dem gewünschten Quantenzustand entsprachen.[17]
- Einen Quantensender, bestehend zwei ähnlich wie ein Theodolit mit einer Stehachse und einer Kippachse montierten Cassegrain-Teleskopen mit Aperturen von 18 cm und 30 cm, im Prinzip Scheinwerfer, mit denen die „Blinksignale“ zu den Spiegelteleskopen am Boden gesandt werden können. An diesem Gerät befinden sich außerdem zwei grüne Laserbaken (eine mit großem und eine mit engem Divergenzwinkel), die den Bodenstationen das Auffinden des Satelliten erleichtern.[18]
- Eine Steuereinheit für diese drei Komponenten.[12]

## Bodenstationen
Das wissenschaftliche Zentrum für die Quantenexperimente war am Institut für moderne Physik der Fakultät für physikalische Wissenschaften der Chinesischen Universität für Wissenschaft und Technik in Hefei angesiedelt. Dazu wurden für die Beobachtung der Laserstrahlen aus dem All, also den Empfang der Einmalschlüssel, mehrere Spiegelteleskope der Nationalen Astronomischen Observatorien der Chinesischen Akademie der Wissenschaften sowie der Österreichischen Akademie der Wissenschaften mit entsprechenden Geräten ausgerüstet:
- 1-m-Teleskop der Beobachtungsstation Xinglong nördlich von Peking[21]
- 1,8-m-Teleskop der Beobachtungsstation Lijiang, Provinz Yunnan[22]
- 1,2-m-Teleskop der Beobachtungsstation Nanshan, Provinz Xinjiang[23]
- 1,2-m-Teleskop der Beobachtungsstation Delhi, Provinz Qinghai[24]
- 50-cm-Teleskop der Satellitenstation Graz-Lustbühel, Steiermark[25][26]
- Hedy Lamarr Quantum Communication Telescope, Wien[27]

Dazu kamen noch drei kleinere, mit Lasern ausgestattete Teleskope in der Beobachtungsstation Ngari 20 km südlich von Sênggê Zangbo, Westtibet.

## Experimente
Nachdem Micius zusammen mit zwei anderen Satelliten am 15. August 2016 um 17:40 Uhr UTC mit einer Trägerrakete vom Typ Langer Marsch 2D vom Kosmodrom Jiuquan in eine um 97,3° zum Äquator geneigte, sonnensynchrone Polarbahn gebracht worden war, fand am 17. August 2016 ab 03:56 Uhr UTC, während des 23. Umlaufs, ein siebenminütiger Datenübertragungstest per Funk statt. Die Datenempfangsstation Miyun des Instituts für Fernerkundung und digitale Geowissenschaften (nicht zu verwechseln mit dem in der Nähe gelegenen Observatorium Miyun) empfing 202 MB an Telemetriedaten und leitete sie in Echtzeit an das Nationale Zentrum für Weltraumwissenschaften weiter.

### Bahnverfolgung und Verbindungsaufbau
Am späten Abend des 20. August 2016 UTC begann  man in der Beobachtungsstation Xinglong mit den Bahnverfolgungsexperimenten. Micius schaltete den Bakenlaser mit dem großen Divergenzwinkel ein. Die Wissenschaftler erfassten das grüne Licht und konnten dem Satelliten mit dem Teleskop mit einem Sichtfeld von 1 Winkelminute problemlos folgen. Am späten Abend des 25. August UTC schaltete Micius den Bakenlaser mit engem Divergenzwinkel ein. Die Wissenschaftler richteten nun ihren eigenen, roten Bakenlaser auf den Satelliten aus. Dieser erkannte die Verbindung als hergestellt und sendete erstmals mit dem Quantenlaser erzeugtes Infrarotlicht an die Bodenstation. Einen Tag später wurde das Experiment erfolgreich wiederholt. Ähnliche Experimente wurden im November und Dezember 2016 auch an den anderen chinesischen Bodenstationen durchgeführt.
Am 18. Januar 2017 erklärte Pan Jianwei den Satelliten schließlich für einsatzbereit.

### Übertragung verschränkter Photonen
Anschließend begann man mit der Übertragung von auf dem Satelliten erzeugten Photonen an zwei Bodenstationen. Die ersten Versuche wurden mit der Beobachtungsstation Lijiang im Norden der Provinz Yunnan und der 1203 km entfernten Beobachtungsstation Delhi im Westen der Provinz Qinghai durchgeführt. Abhängig davon, wo der Satellit am Himmel stand, betrug die Summe der beiden Wegstrecken zwischen 1600 km und 2400 km. Da sich Micius in einer sonnensynchronen Umlaufbahn befindet, hat er jeden Tag zur selben Zeit, ab 01:30 Uhr Ortszeit, für 275 Sekunden, also knapp fünf Minuten, sowohl Lijiang als auch Delhi im Blick. 
Durch den wechselnden Abstand des Satelliten zu Lijiang und Delhi während er sich über den Himmel bewegte und weil der Hauptspiegel des Teleskops von Lijiang mit 1,8 m etwas größer war als der von Delhi mit 1,2 m ergab sich eine wechselnde Signaldämpfung zwischen 64 dB und 82 dB. Im Durchschnitt konnte  mit einer Frequenz von 1,1 Hz, also etwa jede Sekunde, ein komplettes Photonenpaar empfangen werden. Dies war um 12 Größenordnungen besser als die besten Glasfaserkabel jener Zeit und immer noch um fünf bis sieben Größenordnungen besser als die theoretisch bestmöglichen Glasfaserkabel. In beiden Bodenstationen wurde die Polarisation der Photonen mit einer Pockels-Zelle geprüft, und es wurde festgestellt, dass bei einer nach Aufbau der Verbindung 250 Sekunden, also rund vier Minuten langen Signalübertragungsdauer bei 134 Photonenpaaren die Polarisation übereinstimmte. Dies wären die relevanten Stellen zur Generierung eines Einmalschlüssels für Quantenkryptographie nach dem BB84-Protokoll. Bei einem Glasfaserkabel von 1200 km Länge hätte es ohne Relaisstationen 6 Millionen Jahre gedauert, um ein einzelnes Bit des Schlüssels zu übertragen.
In weiteren, gleich angelegten Versuchen wurde am 6. Mai und am 7. Juli 2017 Quantenschlüssel an die 2500 km voneinander entfernten Beobachtungsstationen Xinglong und Nanshan geschickt. Da Quantenzustände nicht beobachtet werden können, ohne sie zu zerstören, war ein unbemerktes Abhören der Verbindung unmöglich.

### Kommunikation zwischen Österreich und China
Im Juni 2017 wurde bei einem Experiment unter Beteiligung der Bodenstationen in Graz und Xinglong die Distanz auf 7600 km erhöht. Bei einem sogenannten „One-Time-Pad“ muss der Schlüssel mindestens so lang sein wie die Nachricht. Hier wurde aus den von Micius an die beiden Bodenstationen gesandten verschränkten Photonen ein 80 kbit langer Einmalschlüssel generiert. Damit wurde ein 4,9 kB großes Bild von Erwin Schrödinger (Österreich) und ein 5,34 kB großes Bild von Mo Di (China) verschlüsselt. Die derart verschlüsselten Bilder wurden über konventionelle Wege zwischen den Akademien in Wien und Peking ausgetauscht und mit dem nur den beteiligten Parteien bekannten Schlüssel wieder dekodiert.
Am 29. September 2017 wurde, wieder über die Bodenstationen in Graz und Xinglong, eine 75 Minuten lange Videokonferenz zwischen den damaligen Präsidenten der jeweiligen Akademie der Wissenschaften, Anton Zeilinger und Bai Chunli (白春礼, * 1953) abgehalten, bei der insgesamt 2 GB an Daten ausgetauscht wurden. Hier wurde zur Verschlüsselung der Advanced Encryption Standard mit einem 128 Bit langen Schlüssel verwendet, der jede Sekunde erneuert wurde.
Diesmal kam auch eine 280 km lange Glasfaserleitung zum Einsatz, die die verschränkten Photonen über sechs Relaisstationen von Xinglong ins Pekinger Straßenviertel Zhongguancun leitete, wo die Chinesische Akademie der Wissenschaften ihren Konferenzraum eingerichtet hatte. Damit hatte man gezeigt, dass es möglich ist, lokale, Glasfaserkabel nutzende Quantenkommunikationsnetzwerke über Satelliten miteinander zu verbinden und so ein weltweites abhörsicheres Kommunikationssystem zu schaffen.

### Integriertes Weltraum-Erde-Netzwerk
Satellitengestützte Quantenkommunikation ist, abgesehen von den hierfür erforderlichen, anspruchsvollen Spiegelteleskopen, denselben Beschränkungen unterworfen wie jegliche Laserkommunikation: sie funktioniert nur bei wolkenlosem Himmel und am besten bei Nacht. Daher wurde im weiteren Verlauf eine mit Relaisstationen ausgestattete Glasfaser-Hauptleitung von Peking über Jinan und Hefei nach Shanghai gebaut, die örtliche Glasfasernetze mit insgesamt 700 Leitungen in den vier Städten mit der Beobachtungsstation Xinglong verband. Dazu kam noch die über Micius integrierte Beobachtungsstation Nanshan südlich von Ürümqi. Über dieses 2020 in Betrieb genommene Netzwerk waren gut 150 Nutzer miteinander verbunden, vor allem Banken, städtische Stromversorgungsunternehmen und Webseiten für elektronische Verwaltung. Durch eine erhöhte Taktrate auf dem Satelliten und ein effizienteres Quantenschlüsselaustauschprotokoll konnten nun Schlüssel mit einer Rate von 47,8 kbit pro Sekunde generiert werden.

### Quantenteleportation
Neben Experimenten mit verschränkten Photonen führten Pan Jianwei und seine Mitarbeiter auch Versuche zur Quantenteleportation durch. Hierbei wird ein Quantenzustand von einem Sender zu einem Empfänger übertragen, wobei der Quantenzustand im Sender verschwindet. Die Information wird wie ein Postpaket verschickt. Die ersten Versuche wurden 2017 zwischen der Beobachtungsstation Ngari und dem Satelliten über Entfernungen zwischen 500 km (wenn sich der Satellit senkrecht über der Bodenstation befand) und 1400 km (wenn der Satellit 14,5° über dem Horizont stand) durchgeführt. Hierbei konnte eine durchschnittliche Übertragungstreue von 80 % erzielt werden.
Anfang 2022 wurde bei weiteren Versuchen der Satellit als Relais zwischen den 1203 km voneinander entfernten Beobachtungsstationen Lijiang und Delhi verwendet. Zuerst wurde ein Quantenzustand von einer Bodenstation zu Micius teleportiert. Der Satellit maß den Zustand (wobei dieser zerstört wurde) und teleportierte nun seinerseits einen entsprechenden Quantenzustand zur anderen Bodenstation. Damit war de facto eine Quantenteleportation zwischen zwei 1200 km voneinander entfernten Bodenstationen erreicht, nun mit einer durchschnittlichen Übertragungstreue von 82 %.

## Weitere Entwicklung
Auf der Basis der Experimente mit Micius wurde unter der Leitung des Nationalen Labors für Quanteninformatik (量子信息科学国家实验室) in Hefei, einem Gemeinschaftsunternehmen der Provinz Anhui mit der Chinesischen Akademie der Wissenschaften und der ihr unterstehenden Universität für Wissenschaft und Technik, in Zusammenarbeit mit dem Institut für Quantentechnologie der Stadt Jinan (济南量子技术研究院), dem Shanghaier Institut für technische Physik und der Innovationsakademie für Mikrosatelliten der 94 kg schwere Kleinsatellit Jinan 1 (济南一号) entwickelt.
Obwohl der Satellit nur 1/6 so schwer war wie Micius, konnte er sechsmal so viele Photonenpaare erzeugen; die Zahl der von dem Satelliten erzeugten Quantenschlüssel lag um zwei bis drei Größenordnungen über der von Micius. Am 27. Juli 2022 wurde Jinan 1 beim Erstflug der von CAS Space, einer Ausgründung der Akademie der Wissenschaften, entwickelten Trägerrakete Lijian-1 in eine sonnensynchrone Umlaufbahn von rund 500 km Höhe gebracht.
Da sich Satelliten in einer solchen Umlaufbahn nur 9 Minuten so über einer gegebenen Bodenstation befinden, dass die Übertragung verschränkter Photonen möglich ist, arbeitet die am 25. August 2016 in „Innovationsakademie für Quanteninformatik und Quantentechnologie der Chinesischen Akademie der Wissenschaften“ (中国科学院量子信息与量子科技创新研究院) umbenannte Abteilung von Pan Jianwei nun zusammen mit dem Nationalen Zentrum für Weltraumwissenschaften an der Entwicklung eines Quantenkommunikationssatelliten für mittlere und hohe Umlaufbahnen. In Zukunft sollen derartige Satelliten zusammen mit Satelliten in erdnahen Umlaufbahnen ein großes Gebiet versorgendes Quantenkommunikationsnetzwerk bilden.